# Бандар Сери Бегаван
Банда̀р Серѝ Бега̀ван (на малайски: بندر سري بڬاوان, Bandar Seri Begawan) е столицата на Бруней, държава разположена в Югоизточна Азия и по-точно на остров Борнео (Калимантан).
Населението на града възлиза на 56 000 души, а площта е 100 km2.
Международното летище се намира на 10 km от центъра на града.

## Климат
Климатът е тропичен, влажен – средногодишното количество валеж е 2000 mm. Средната месечна температура варира между 26 °C и 28 °C.